# لوکاس اولازا
لوکاس اولازا (انگلیسی: Lucas Olaza؛ زادهٔ ۲۱ ژوئیهٔ ۱۹۹۴) بازیکن فوتبال اهل اروگوئه است که در پست دفاع چپ برای باشگاه کراسنودار روسیه بازی می‌کند.
وی همچنین در تیم‌های ملی فوتبال زیر ۲۰ سال اروگوئه و اروگوئه بازی کرده‌است.